# Łukasz Madej
Łukasz Madej (ur. 14 kwietnia 1982 w Łodzi) – polski piłkarz występujący na pozycji pomocnika.

## Kariera klubowa

### ŁKS Łódź
Pierwsze kroki Madej stawiał w młodzieżówce ŁKS-u. Pierwszy profesjonalny mecz rozegrał 13 marca 1999 roku, w meczu przeciwko Odrze Wodzisław Śląski. W sezonie 1999/2000 zajął ze swoim klubem 15. miejsce po czym spadli do II ligi. Na zapleczu ekstraklasy Madej rozegrał dla ŁKS-u 14 meczów i strzelił jednego gola.

### Ruch Chorzów
Na początku rundy wiosennej sezonu 2000/2001 przeszedł do grającego w I lidze Ruchu Chorzów. W Śląskim klubie grał w latach 2001–2002, Dla Chorzowian rozegrał łącznie 26 meczów i strzelił jedną bramkę.

### Lech Poznań
W 2003 roku przeszedł do Lecha Poznań. W tym klubie nosił koszulkę z numerem 6. Pierwszy mecz dla kolejorza rozegrał w Pucharze Polski przeciwko Karkonoszom Jelenia Góra. W barwach tego klubu zdobył pierwsze trofea, Puchar Polski i Super Puchar Polski. Dla Poznańskiego klubu rozegrał łącznie we wszystkich rozgrywkach 80 meczów i strzelił 6 bramek.

### Górnik Łęczna
Do Łęcznej przeszedł w drugiej połowie sezonu 2004/2005. W Górniku zadebiutował przeciwko Cracovii, spotkanie zakończyło się remisem. Pierwszego i jedynego gol dla Łęcznej zdobył przeciwko Polonii Warszawa

### Powrót do ŁKS
Po pięciu latach przerwy wrócił do Łódzkiego Klubu Sportowego, ówcześnie grającego w II lidze, po czym wywalczył z nim drugie miejsce w lidze promowane awansem do I ligi. W następnych dwóch sezonach był podporą drużyny, z którą zajął kolejno 9 i 11. miejsce w I lidze.

### Epizod w Portugalii
W 2008 podpisał kontrakt z Academica Coimbra w barwach której rozegrał 6 spotkań w lidze.

### Śląsk Wrocław
26 sierpnia 2009 podpisał kontrakt ze Śląskiem Wrocław. Pierwszy mecz w Barwach Śląska Madej rozegrał przeciwko Lechii Gdańsk. Pierwszą bramkę strzelił także przeciwko Lechii, tyle że w rundzie wiosennej. Wraz ze Śląskiem zdobył mistrzostwo Polski w sezonie 2011/2012 i wicemistrzostwo Polski w sezonie 2010/2011. W wyniku nieprzedłużenia kontraktu Madej opuścił Śląsk wraz z zakończeniem mistrzowskiego sezonu. Podczas gry w Barwach WKSu, ubierał koszulkę z numerem 8.

### GKS Bełchatów
W lipcu Madej był testowany przez azerski Chazar Lenkoran jednak został uznany za nieprzydatnego. W październiku 2012 podpisał roczny kontrakt z GKS Bełchatów. W nowym klubie zadebiutował 5 października 2012 w przegranym meczu z Ruchem Chorzów. W GKS-ie rozegrał 24 spotkania, strzelając 3 gole i 2 razy asystując. Kiedy GKS Bełchatów spadł do I ligi, Łukasz odszedł z klubu.

### Górnik Zabrze
6 czerwca 2013 podpisał dwuletni kontrakt z Górnikiem Zabrze. Pierwszy mecz w barwach zabrzańskiego klubu rozegrał przeciwko Wiśle Kraków, zaś pierwszą bramkę strzelił przeciwko Legii Warszawa w przegranym 2-1 meczu. 19 kwietnia 2016 decyzją sztabu szkoleniowego Górnika Zabrze Łukasz Madej wraz z Pawłem Golańskim i Maciejem Korzymem zostali przesunięci do zespołu rezerw.

### Powrót do Śląska
Po spadku zabrzan z ekstraklasy, Madej rozwiązał kontrakt z Górnikiem 25 czerwca i tego samego podpisał ze swoim byłym klubem Śląskiem Wrocław. 1 grudnia 2017 strzelił jedynego gola w przegranym 1:3 spotkaniu z Lechią Gdańsk i w wieku 35 lat został najstarszym zawodnikiem Śląska Wrocław, który zdobył bramkę w meczu ekstraklasy.

## Statystyki kariery
aktualne na dzień 3 czerwca 2018 roku
| Klub              | Sezon     | Liga          | Liga  | Liga   | Puchar | Puchar | Puchar ligi | Puchar ligi | Europa | Europa | Suma  | Suma   |
| Klub              | Sezon     | Liga          | Mecze | Bramki | Mecze  | Bramki | Mecze       | Bramki      | Mecze  | Bramki | Mecze | Bramki |
| ----------------- | --------- | ------------- | ----- | ------ | ------ | ------ | ----------- | ----------- | ------ | ------ | ----- | ------ |
| ŁKS Łódź          | 1998/1999 | I liga        | 3     | 0      | 0      | 0      | –           | –           | –      | –      | 3     | 0      |
| ŁKS Łódź          | 1999/2000 | I liga        | 15    | 2      | 2      | 1      | 3           | 0           | –      | –      | 20    | 3      |
| ŁKS Łódź          | 2000/2001 | II liga       | 14    | 1      | 1      | 0      | 4           | 0           | –      | –      | 19    | 1      |
| ŁKS Łódź          | Suma      | Suma          | 32    | 3      | 3      | 1      | 7           | 0           | –      | –      | 42    | 4      |
| Ruch Chorzów      | 2000/2001 | I liga        | 11    | 1      | 0      | 0      | 0           | 0           | –      | –      | 11    | 1      |
| Ruch Chorzów      | 2001/2002 | I liga        | 15    | 0      | 6      | 0      | 2           | 0           | –      | –      | 23    | 0      |
| Ruch Chorzów      | Suma      | Suma          | 26    | 1      | 6      | 0      | 2           | 0           | –      | –      | 34    | 1      |
| Lech Poznań       | 2002/2003 | I liga        | 27    | 1      | 1      | 0      | –           | –           | –      | –      | 28    | 1      |
| Lech Poznań       | 2003/2004 | I liga        | 24    | 3      | 8      | 0      | –           | –           | –      | –      | 32    | 3      |
| Lech Poznań       | 2004/2005 | I liga        | 12    | 2      | 6      | 0      | –           | –           | 2      | 0      | 20    | 2      |
| Lech Poznań       | Suma      | Suma          | 63    | 6      | 15     | 0      | –           | –           | 2      | 0      | 80    | 6      |
| Górnik Łęczna     | 2004/2005 | I liga        | 9     | 1      | 0      | 0      | –           | –           | –      | –      | 9     | 1      |
| Górnik Łęczna     | 2005/2006 | I liga        | 8     | 0      | 2      | 0      | –           | –           | –      | –      | 10    | 1      |
| Górnik Łęczna     | Suma      | Suma          | 17    | 1      | 2      | 0      | –           | –           | –      | –      | 19    | 1      |
| ŁKS Łódź          | 2005/2006 | II liga       | 15    | 0      | 0      | 0      | –           | –           | –      | –      | 15    | 0      |
| ŁKS Łódź          | 2006/2007 | I liga        | 28    | 4      | 2      | 1      | 3           | 1           | –      | –      | 33    | 6      |
| ŁKS Łódź          | 2007/2008 | I liga        | 29    | 6      | 1      | 0      | 1           | 0           | –      | –      | 31    | 6      |
| ŁKS Łódź          | Suma      | Suma          | 72    | 10     | 3      | 1      | 4           | 1           | –      | –      | 79    | 12     |
| Academica Coimbra | 2008/2009 | Primeira Liga | 6     | 0      | 2      | 0      | 0           | 0           | –      | –      | 8     | 0      |
| Academica Coimbra | Suma      | Suma          | 6     | 0      | 2      | 0      | 0           | 0           | –      | –      | 8     | 0      |
| Śląsk Wrocław     | 2009/2010 | Ekstraklasa   | 22    | 1      | 1      | 0      | –           | –           | –      | –      | 23    | 1      |
| Śląsk Wrocław     | 2010/2011 | Ekstraklasa   | 19    | 1      | 2      | 0      | –           | –           | –      | –      | 21    | 1      |
| Śląsk Wrocław     | 2011/2012 | Ekstraklasa   | 22    | 5      | 2      | 0      | –           | –           | 3      | 0      | 27    | 5      |
| Śląsk Wrocław     | Suma      | Suma          | 63    | 7      | 5      | 0      | –           | –           | 3      | 0      | 71    | 7      |
| GKS Bełchatów     | 2012/2013 | Ekstraklasa   | 24    | 3      | 0      | 0      | –           | –           | –      | –      | 24    | 3      |
| GKS Bełchatów     | Suma      | Suma          | 24    | 3      | 0      | 0      | –           | –           | –      | –      | 24    | 3      |
| Górnik Zabrze     | 2013/2014 | Ekstraklasa   | 36    | 2      | 3      | 0      | –           | –           | –      | –      | 39    | 2      |
| Górnik Zabrze     | 2014/2015 | Ekstraklasa   | 36    | 5      | 0      | 0      | –           | –           | –      | –      | 36    | 5      |
| Górnik Zabrze     | 2015/2016 | Ekstraklasa   | 29    | 2      | 1      | 0      | –           | –           | –      | –      | 30    | 2      |
| Górnik Zabrze     | Suma      | Suma          | 101   | 9      | 4      | 0      | –           | –           | –      | –      | 105   | 9      |
| Śląsk Wrocław     | 2016/2017 | Ekstraklasa   | 27    | 0      | 2      | 0      | –           | –           | –      | –      | 29    | 0      |
| Śląsk Wrocław     | 2017/2018 | Ekstraklasa   | 21    | 1      | 1      | 0      | –           | –           | –      | –      | 22    | 1      |
| Śląsk Wrocław     | Suma      | Suma          | 48    | 1      | 3      | 0      | –           | –           | –      | –      | 51    | 1      |
| Suma              | Suma      | Suma          | 452   | 40     | 43     | 2      | 13          | 1           | 5      | 0      | 513   | 43     |

## Kariera reprezentacyjna

### Młodzieżowa
Największe sukcesy osiągnął, grając w polskich reprezentacjach młodzieżowych. Został wicemistrzem Europy w kategorii do lat 16 w 1999 i mistrzem Europy w kategorii do lat 18 w 2001.

### Seniorska
Madej pierwszy mecz dla Biało czerwonych rozegrał przeciwko Macedonii w 2003 roku.
W styczniu 2014 roku selekcjoner Adam Nawałka powołał Madeja na mecze z Norwegią i Mołdawią, był to jego powrót do kadry po 11 latach przerwy od ostatniego występu.
W reprezentacji Polski rozegrał 5 meczów (łącznie 155 minut).
| 1. | 14 lutego 2003   | Split, Chorwacja | Macedonia Północna | 3:0 |  | Mecz towarzyski |
| 2. | 11 grudnia 2003  | Ta’ Qali, Malta  | Malta              | 4:0 |  | Mecz towarzyski |
| 3. | 14 grudnia 2003  | Ta’ Qali, Malta  | Litwa              | 3:1 |  | Mecz towarzyski |
| 4. | 18 stycznia 2014 | Abu Zabi, ZEA    | Norwegia           | 3:0 |  | Mecz towarzyski |
| 5. | 20 stycznia 2014 | Abu Zabi, ZEA    | Mołdawia           | 1:0 |  | Mecz towarzyski |

## Problemy z prawem
20 listopada 2013 został zatrzymany przez łódzką policję w związku z awanturą jaką wywołał w prowadzonej przez siebie restauracji. Zostały mu postawione zarzuty znęcania się nad żoną oraz kierowania wobec niej gróźb. Prokurator zastosował wobec niego środek zapobiegawczy w postaci dozoru policyjnego.